# Morti nel 1484
| Questa pagina contiene informazioni ricavate automaticamente dalle voci biografiche con l'ausilio del template Bio e di un bot. L'aggiornamento è periodico e automatico e ricostruisce completamente la pagina. Se manca una persona in questa lista, sei pregato di non aggiungerla, ma accertati piuttosto che la sua voce biografica contenga il template Bio e che i dati anagrafici siano correttamente compilati. Se il template Bio manca, inseriscilo tu stesso o, in alternativa, metti l'avviso {{tmp\|Bio}} che ne segnala la mancanza. Se i dati riportati sono sbagliati, correggi direttamente la voce biografica; le modifiche saranno visibili in questa lista entro pochi giorni. Per chiarimenti vedi il progetto biografie. La lista contiene solo le 52 persone che sono citate nell'enciclopedia e per le quali è stato implementato correttamente il template Bio. Pagina aggiornata al 28 dic 2024. |

## Gennaio(2)
- 9 gennaio - Antonio Fatati, vescovo cattolico italiano
- 21 gennaio - Teodoro Paleologo, cardinale italiano (n. 1425)

## Febbraio(1)
- 8 febbraio - Francesco I Gonzaga-Novellara, nobile e militare italiano

## Marzo(5)
- 2 marzo - Antonio Bonghi, giurista italiano
- 4 marzo - Casimiro di Cracovia, nobile polacco (n. 1458)
- 4 marzo - Gurone d'Este, religioso italiano
- 5 marzo - Elisabetta di Baviera, principessa (n. 1443)
- 20 marzo - Michele Carcano, presbitero e francescano italiano (n. 1427)

## Aprile(3)
- 9 aprile - Edoardo di York, nobile britannico (n. 1473)
- 20 aprile - Lodovico Donà, vescovo cattolico italiano
- 30 aprile - Giovanni di Braganza, nobile portoghese (n. 1430)

## Maggio(3)
- 10 maggio - Raimondo Lupi, giurista e diplomatico italiano (n. 1409)
- 21 maggio - Olivier Le Daim,  francese
- 29 maggio - Francesco da Castiglione, umanista e religioso italiano

## Luglio(3)
- 5 luglio - Hélie de Bourdeilles, cardinale francese (n. 1413)
- 11 luglio - Mino da Fiesole, scultore italiano (n. 1429)
- 14 luglio - Federico I Gonzaga, marchese italiano (n. 1441)

## Agosto(2)
- 4 agosto - Cherubino da Spoleto, francescano, predicatore e scrittore italiano (n. 1414)
- 12 agosto - Papa Sisto IV, papa, vescovo cattolico e cardinale italiano (n. 1414)

## Settembre(3)
- 11 settembre - Philibert Hugonet, cardinale italiano
- 12 settembre - Innico I d'Avalos, militare e politico spagnolo
- 29 settembre - Giovanni da Dukla, presbitero, religioso e santo polacco (n. 1414)

## Ottobre(2)
- 1º ottobre - Antonio di Marsciano, nobile e condottiero italiano (n. 1429)
- 22 ottobre - Stefano Nardini, cardinale e arcivescovo cattolico italiano

## Novembre(3)
- 11 novembre - Luigi Pulci, poeta italiano (n. 1432)
- 12 novembre - Andrea Zamometić, arcivescovo cattolico croato (n. 1420)
- 21 novembre - Juan Margarit i Pau, cardinale e vescovo cattolico spagnolo (n. 1421)

## Dicembre(1)
- 26 dicembre - Pievano Arlotto, presbitero italiano (n. 1396)

## Senza giorno specificato(24)
- Fra Carnevale, pittore e religioso italiano
- Cristoforo da Milano, presbitero italiano
- Damiano da Finale, presbitero italiano
- Marco VI di Alessandria, arcivescovo ortodosso egiziano
- Francesco Ariosto, letterato italiano (n. 1415)
- Feo Belcari, poeta e drammaturgo italiano (n. 1410)
- Baldassarre di Biagio, pittore italiano
- Piotr Dunin, condottiero polacco
- Gerolamo Bartolomeo Gadio, architetto e ingegnere italiano (n. 1414)
- Giovanni Gatto, religioso e vescovo cattolico italiano (n. 1420)
- Eusebio Malatesta, nobile e condottiero italiano
- Carlo II Manfredi, nobile (n. 1439)
- Federico Manfredi, vescovo cattolico italiano
- Colard Mansion, tipografo olandese (n. 1440)
- Paolo Marsi, umanista italiano (n. 1440)
- Alessandro Nievo, religioso e giurista italiano (n. 1417)
- Pietro di Niccolò da Orvieto, pittore italiano (n. 1430)
- Antonio Pucci, politico italiano (n. 1418)
- Christian Rosenkreuz, esoterista tedesco (n. 1378)
- William Sinclair, I conte di Caithness, nobile scozzese (n. 1410)
- Pietro Francesco Visconti, condottiero italiano
- Lionel Woodville, nobile e vescovo inglese (n. 1446)
- Pedro de Sintra, esploratore portoghese
- Pacomio il Serbo, religioso e scrittore serbo